# سیارک ۹۱۴۱
سیارک ۹۱۴۱ (به انگلیسی: 9141 Kapur، نامگذاری:5174T-3) نه هزار و صد و چهل و یکمین سیارک کشف شده‌است که در ۱۶ اکتبر ۱۹۷۷ کشف شد.
قدر مطلق سیارک برابر ۱۲٫۷۰ است.